# پورتو سگورو
پورتو سگورو (به پرتغالی: Porto Seguro) یک سکونتگاه مسکونی در برزیل است که در باهیا واقع شده‌است.

## خصوصیات
پورتو سگورو ۲٬۴۰۸ کیلومترمربع مساحت و ۱۴۰٬۰۰۰ نفر جمعیت دارد و ۴ متر بالاتر از سطح دریا واقع شده‌است.